# José Mouzinho de Albuquerque
José Paulino Marecos Mouzinho de Albuquerque (* 27. Januar 1886 in Porto; † 8. August 1965 in Lissabon) war ein portugiesischer Springreiter, Offizier und Militärattaché.

## Biografie
José Mouzinho de Albuquerque war Oberst der Kavallerie und Kommandeur der Guarda Nacional Republicana, des siebten Legions- und Kavallerieregiments. Zudem war er Militärattaché der portugiesischen Botschaft in Paris und Direktor der Fábrica da Pólvora de Barcarena.
Mouzinho nahm an den Olympischen Sommerspielen 1924 in Paris mit seinem Pferd Hetrugo im Springreiten teil. Während er im Einzelwettkampf den 17. Platz belegte, konnte er im Mannschaftswettbewerb mit Aníbal d’Almeida und Hélder de Souza die Bronzemedaille gewinnen.
Vier Jahre später bei den Olympischen Spielen in Amsterdam, wo er auf Hebraico antrat, blieb er ohne Medaille.
1965 starb Mouzinho im Militärhauptkrankenhaus von Estrela in der portugiesischen Hauptstadt Lissabon. Er wurde auf dem Cemitério do Alto de São João beigesetzt.